# II. Leónidasz spártai király
II. Leónidasz (görög betűkkel:  Λεωνίδας B' , Kr. e. 316 – Kr. e. 235) spártai Agiada király, II. Kleomenész spártai király unokája. Életében hosszabb ideig tartózkodott a Szeleukida Birodalomban, I. Szeleukosz szeleukida uralkodó udvarában. Kr. e. 260 körül tért vissza Spártába, az Akrotatosz király halálát követő öröklési problémák idején. Az elhalt Akrotatosz fia II. Areusz ugyanis kiskorúsága miatt uralkodásra alkalmatlan volt. Így a gyermek II. Areusz mellé régensnek, az ifjú uralkodó Kr. e. 251 körül bekövetkezett halála után pedig utódjaként királlyá választották.
Kr. e. 243-ban ellenezte uralkodótársa, IV. Agisz spártai király reformjait, ennek okán megfosztották trónjától és Tegeába menekült. Távoztakor II. Kleomenészt választották utódjának. A szintén reformellenes spártai felügyelők azonban Kr. e. 241-ben visszahívták Spártába. II. Leónidasz pedig kihasználva, hogy Agisz fegyverbe vonult az Anatóliát fenyegető aitólok ellen hazatért és újraválasztatta magát. Kr. e. 241-ben kivégeztette a hazatérő IV. Agiszt. Leónidasz Kr. e. 236-ban hunyt el.

## Lásd még
- Spárta királyainak listája